# 勒瓦爾山
45°40′55″N 05°58′32″E / 45.68194°N 5.97556°E

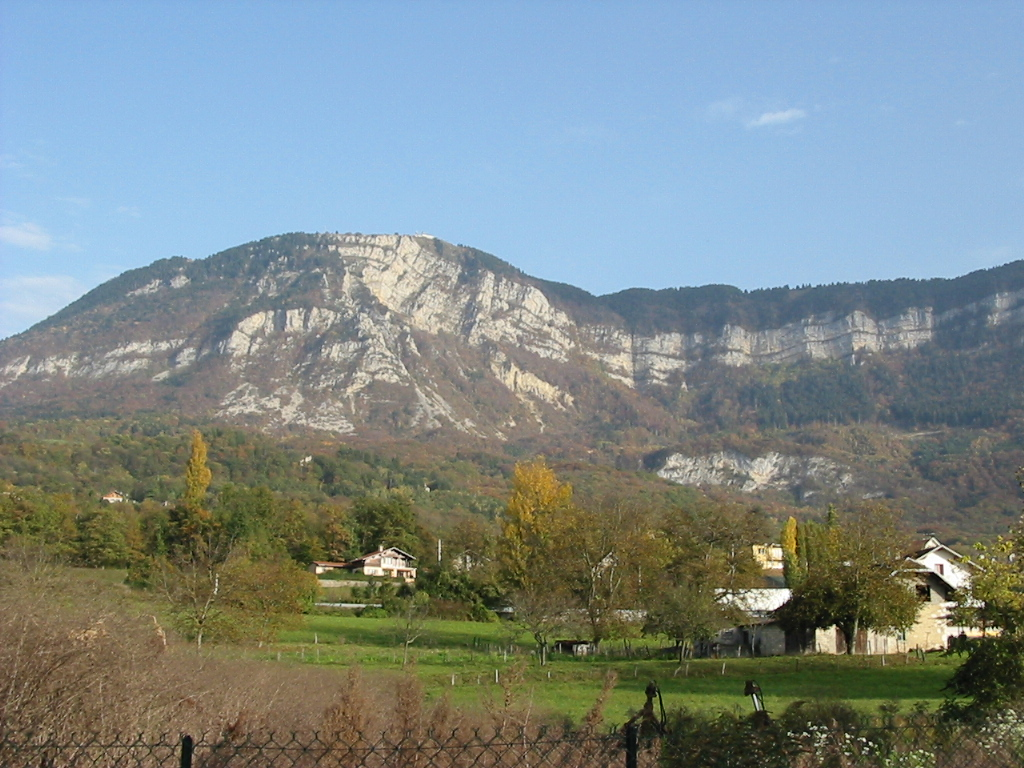

勒瓦爾山（法語：Mont Revard，法語發音：[mɔ̃ ʁəvaʁ]）是法國薩瓦省的山峰，位於該國東北部，屬於博日山脈的一部分，該山峰海拔高度1,562米，每年平均降雨量1,645毫米。